# Pacificador

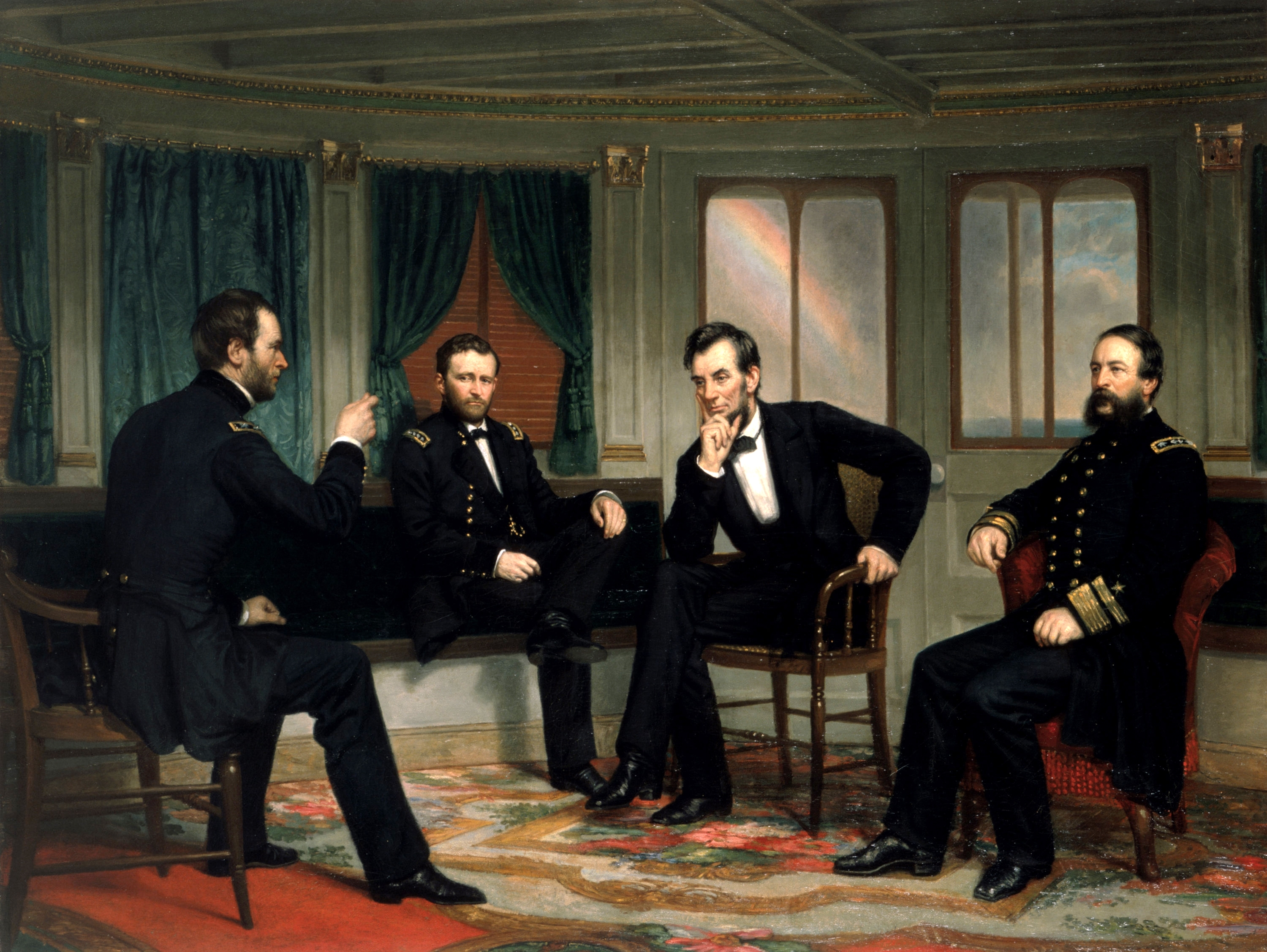
Los pacificadores, cuadro de George Peter Alexander Healy, que muestra al presidente de los Estados Unidos Abraham Lincoln con los generales William Tecumseh Sherman y Ulysses S. Grant y el almirante David Dixon Porter. Obsérvese cómo tras el presidente se ve el arcoíris, símbolo de paz tras el Diluvio universal.

Para la película dirigida por Mimi Leder y protagonizada por George Clooney y Nicole Kidman ver El pacificador; para la serie de televisión ver El Pacificador; para el cómic ver El Pacificador.
Un pacificador (en inglés: peacemaker) es una persona u organización que participa en la pacificación de países afectados por guerras, conflictos violentos o inestabilidad política. Se implica en procesos como la negociación, la mediación, la conciliación y el arbitraje, basándose en el derecho y las normas internacionales.

## Pacificación
El objetivo de la pacificación (peacemaking en inglés, que también se puede traducir por establecimiento de la paz, búsqueda de la paz o restablecimiento de la paz) es convertir un conflicto violento en un diálogo no violento, donde las diferencias se resuelvan mediante procesos de transformación del conflicto o mediante el trabajo de instituciones políticas representativas.
Las labores de pacificación pueden efectuarse a varios niveles, a veces denominados "vías" (tracks en inglés). Por esta razón, a las negociaciones de paz de "alto nivel" (gubernamentales e internacionales), que implican conversaciones directas entre los líderes de las partes en conflicto, a veces se las denomina vía 1.  Se considera que las vías 2 y 3 implican un diálogo en niveles inferiores (a menudo de manera no oficial entre las partes de un conflicto violento), así como esfuerzos para evitar la violencia abordando sus causas y resultados nocivos. Los pacificadores pueden actuar en las 3 vías, o en lo que a veces se denomina diplomacia multidireccional.

## Algunas organizaciones pacificadoras
A continuación se proporciona una lista seleccionada de importantes organizaciones intergubernamentales y no gubernamentales dedicadas a la pacificación:
- Alerta Internacional (Reino Unido)
- Autoridad Intergubernamental sobre el Desarrollo (Djibouti)
- Búsqueda de Puntos en Común (Search for Common Ground, Estados Unidos)
- Centro Carter (Estados Unidos)
- Comunidad de Sant'Egidio (Italia)
- Centro para el Diálogo Humanitario Henri Dunant (Suiza)
- Centro para la Comunicación No Violenta (internacional)
- Centro para la Resolución de Conflictos (Sudáfrica)
- Colegio de Paz Activa John Woolman
- Comité de Servicio de los Amigos Americanos,[4] una rama de los cuáqueros
- Estudiantes Pacificadores
- Equipos Cristianos de Acción por la Paz (raíces en América del Norte)
- Fundación Mundo Sin Fronteras
- Iniciativa de Gestión de Crisis (Finlandia)
- Iniciativas de Cambio
- Organización de las Naciones Unidas
- Organización para la Unidad Africana (Etiopía)
- Quaker Peace & Social Witness (QPSW),[5] el departamento cuáquero correspondiente en Gran Bretaña
- Respuesta a los Conflictos (Reino Unido)
- SwissPeace (Suiza)

## Pacificadores famosos
A lo largo de la historia ha habido muchos líderes, negociadores y diplomáticos que han actuado como pacificadores en diversos conflictos. Henry Kissinger negoció numerosos acuerdos de paz en todo Oriente Medio durante la década de 1970 entre Israel y sus vecinos. Jimmy Carter fue presidente de los Estados Unidos de 1977 a 1981, y después se embarcó en una tarea constante de pacificación que lo llevó a recibir el Premio Nobel de la Paz en 2002.